# Естествени спътници на Марс
| Цветна снимка на Фобос |  | Цветна снимка на Деймос |
| Цветна снимка на Фобос |  | Цветна снимка на Деймос |

Марс има два естествени спътника, Фобос и Деймос, за които се предполага, че са прихванати астероиди.
Гледан от повърхността на Марс близо до екватора му, Фобос е едва 1/3 от големината на земната Луна. Ъгловият му диаметър е между 8' и 12'. Ще изглежда още по-малък, ако се наблюдава по-далече от Марсианския екватор, а ако се наблюдава от Марсианските полярни шапки, ще е напълно невидим (винаги зад хоризонта).
Деймос изглежда като много ярка Звезда и има ъглов диаметър 2'. Ъгловият диаметър на Слънцето гледан от Марс ще е 21'. Така няма пълни слънчеви затъмнения на Марс, защото спътниците са прекалено малки да закрият Слънцето. От друга страна пълните лунни затъмнения на Фобос са много чести – почти всяка нощ. Орбитите на Марсианските спътници са много различни от тази на нашата Луна. Бързият Фобос изгрява от запад и залязва на изток и изгрява отново само 11 часа по-късно. Докато Деймос, който има синхронно въртене, изгрява от изток, но много бавно.
Двата спътника винаги показват само едната си страна към Марс. Фобос обикаля планетата по-бързо отколкото тя самата се завърта, което води до постоянно намаляване на орбиталния му радиус. В даден момент от бъдещето Фобос ще бъде смазан от приливните сили. Кратерите по повърхността на планетата говорят, че в миналото най-вероятно е имало други малки спътници, които са имали съдбата, която очаква Фобос и че марсианската кора е много изменена от тези събития. От друга страна Деймос е достатъчно далеч и неговата орбита се е отделечила от планетата подобно на нашата Луна от Земята.

## Откриване
И двата спътника са открити от Асаф Хал през 1877 и са кръстени на Страх (Фобос) и Ужас (Деймос) от древногръцката митология, които придружават своя баща Арес (богът на войната) по време на битка.

## Орбитална характеристика
| Име     | Име    | Снимка | Размери           | Маса         | Среден орбитален радиус | Орбитален период | Отктриване |
| ------- | ------ | ------ | ----------------- | ------------ | ----------------------- | ---------------- | ---------- |
| Марс I  | Фобос  |        | 27,0×21,6×18,8 km | 10,8×1015 kg | 9377 km                 | 7,66             | 1877       |
| Марс II | Деймос |        | 10×12×16 km       | 2×1015 kg    | 23 460 km               | 30,35            | 1877       |